# Лалиев, Геннадий Казбекович
Генна́дий Казбе́кович Ла́лиев (осет. Лалыты Казбекы фырт Геннадий; род. 30 марта 1979, Цхинвали) —  казахстанский борец вольного стиля, серебряный призёр летних Олимпийских игр в Афинах (2004), призёр чемпионата мира (2003), чемпион Европы среди юниоров (1997). Заслуженный мастер спорта Республики Казахстан, мастер спорта России международного класса по вольной борьбе.
Младший брат — Лалиев, Вадим Казбекович.

## Биография
Родился в 30 марта 1979 года в городе Цхинвали. В 1989 году стал заниматься вольной борьбой под руководством Алана Техова. В 1994 и 1995 годах дважды становится чемпионом мира среди кадетов. В 1997 году становится чемпионом Европы среди юниоров в Стамбуле. С 1999 года выступает за сборную Казахстана и в этом же году занимает третье место на чемпионате Азии в Ташкенте. Выступает на летних Олимпийских играх в Сиднее и занимает четвёртое место. В 2003 году становится бронзовым призёром чемпионата мира в Нью-Йорке и обладателем Кубка Азии в Алма-Ате. В 2004 году становится серебряным призёром летних Олимпийских игр в Афинах. В 2006 году становится третьим на чемпионате Азии в Алма-Ате. В 2008 году принимает участие на летних Олимпийских играх в Пекине, но выступает неудачно и занимает 13 место.
Женат, воспитывает дочь. Живёт во Владикавказе.

## Спортивные достижения
- Серебряный призёр летних Олимпийских игр в Афинах (2004)
- Двукратный чемпион мира среди кадетов (1994, 1995)
- Чемпион Европы среди юниоров в Стамбуле (1997)
- Обладатель Кубка Азии в Алма-Ате (2003)

## Награды
- Орден Курмет (2004)[1]